# 大田区立貝塚中学校
大田区立貝塚中学校（おおたくりつ かいづかちゅうがっこう）は、東京都大田区中馬込に所在する公立中学校である。

## 校名の由来
世田谷区上野毛から大田区千鳥町あたりまで、多摩川に沿って多数の古墳が発見されているが、本校の近辺でも池上本門寺の裏から上池台にかけて多くの横穴式古墳が発見されている。そして、土器、石斧、石棒、石皿、石剣、曲玉、小玉、そして貝などが出土している。本校の建設工事の際も校地から貝が出土されているという。かつて、古代の人たちが、この地を選んで根をおろし、力強く開拓の鍬を振ったであろうまさにその場所に、我が貝塚中学校は建てられた。限りない未来を見つめ生活した古代の人々同様、限りない未来を見つめて、勉学に、スポーツに励む学舎として、「貝塚」の名を冠したということである。本校の近辺では、昔、馬込村字貝塚と称していた。また、学研通りには「貝塚坂」という地名もあり、このあたりは、貝塚に縁のある場所であり、本校が「貝塚中学校」と名付けられた由縁である。

## 沿革
- 1961年4月 - 開校
- 昭和35年11月27日　第1期工事（本館・西館）竣工
- 昭和36年4月1日　大田区立貝塚中学校認可　初代校長桂正就任。大森第六中学校の生徒数の増加と馬込中学校の学区域の見直しのため2、3年生243名が本校に移る。馬込中学校の旧学区域から新1年生の一部が通学開始。
- 昭和36年4月6日　第1回入学式（入学生373名。全校生徒616名）
- 昭和36年4月20日　校章制定
- 昭和36年6月12日　校歌制定、校歌制定に日を開校記念日と定める
- 昭和61年9月30日　校舎全面改築竣工
- 昭和63年3月31日　体育館・武道場新築工事竣工
- 昭和63年6月10日　プール新築工事竣工
- 平成5年4月1日　大田区教育課題推進校（福祉教育）
- 平成6年4月1日　児童・生徒のボランティア活動普及事業協力校
- 平成11年2月16日　大田区教育委員会研究奨励校発表会「主体的に活動する生徒の育成」
- 平成12年4月　標準服一部変更ネクタイ・リボン
- 平成13年2月6日　大田区教育委員会研究奨励校発表会「思いやる心を持ち、すすんで学ぶ生徒の育成」
- 平成22年8月22日　男子バレーボール部　全国大会出場ベスト16
- 平成22年11月6日　開校50年記念式典
- 平成27年4月1日　オリンピック･パラリンピック教育推進校　大田区体力向上モデル校
- 平成29年4月1日　オリンピック・パラリンピックアワード校　大田区の特色ある教育活動推進事業実施校
- 平成30年4月1日　オリンピック・パラリンピックアワード校[2]

## 教育目標
1 進んで学び、広い視野をもった人になろう。
2 思いやりがあり、責任を重んじる人になろう。
3 健康で明るく、たましい人になろう。

## 学校経営方針（学力向上に関わる視点）
自ら学ぶ・意欲的に学ぶ
考える授業・学びあいの工夫
自己肯定感を高める教育

## 周辺
第二京浜（国道1号）、東京都道318号環状七号線から数百メートル住宅街に入った地にあり、付近には東京都立大田桜台高等学校（旧東京都立南高等学校）があり、校舎改築等の際にはグランドや体育館を借りている。

## 所在地
- 東京都大田区中馬込三丁目13-1
- 最寄駅 都営地下鉄浅草線馬込駅から徒歩10分。

## 出身有名人
- 米原万里（作家、翻訳者）
- 杉真理（シンガーソングライター）
- タナカアツシ（ミュージシャン）
- セッド・ジニアス（プロレスラー）
- 市川実和子（女優）
- 市川実日子（女優）